# Sándor György (előadóművész)
Sándor György, Streit (Budapest, 1938. április 4. –) a Nemzet Művésze címmel kitüntetett, Kossuth- és Jászai Mari-díjas író, előadóművész, „humoralista”.

## Élete és pályája

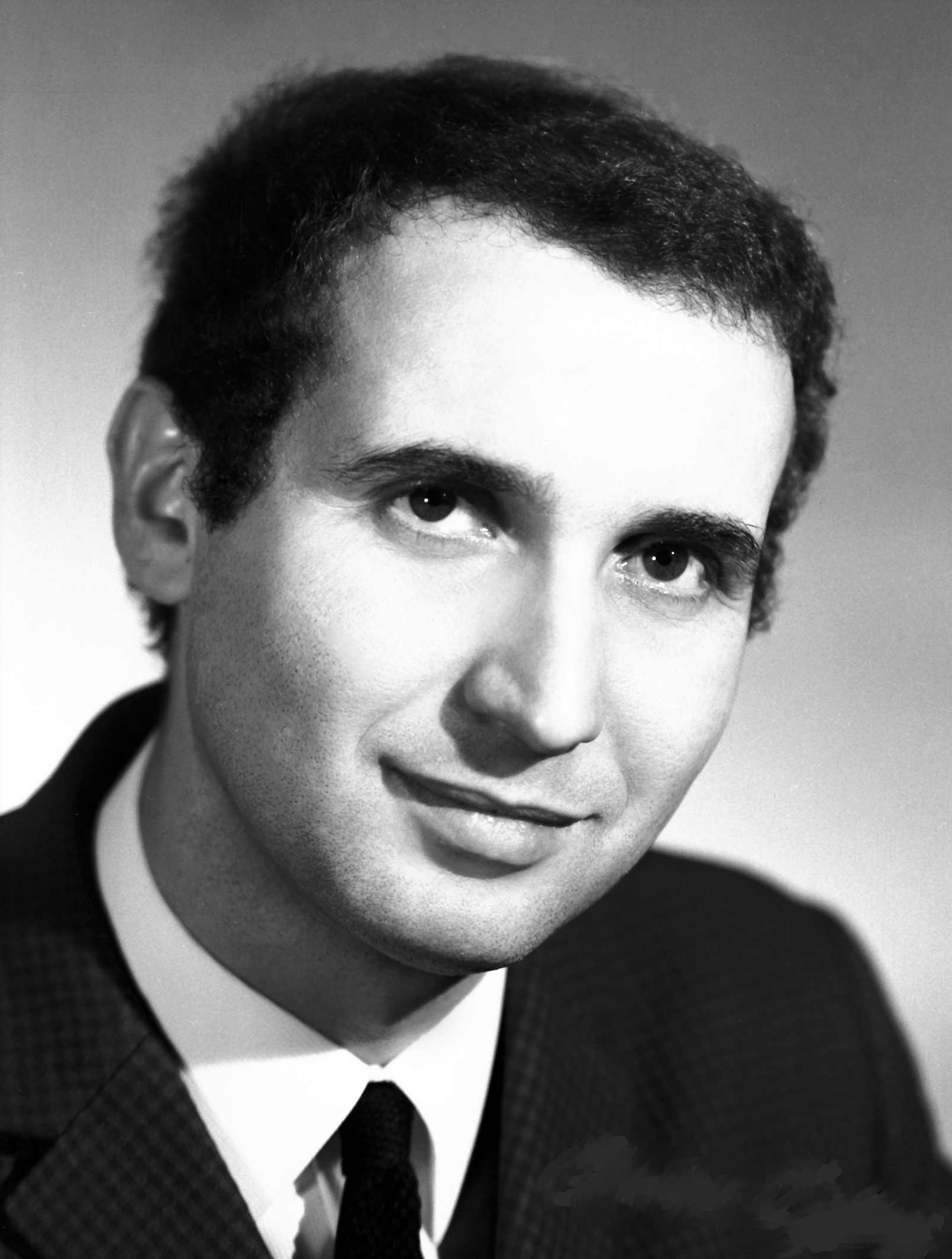
Fiatalon
Novák Mária felvétele

Budapesti zsidó családban született 1938-ban. Szülei 1935-től igazolt kommunisták voltak. Édesapja, akit négyévesen, 1942-ben látott utoljára, Voronyezsnél munkaszolgálatos katonaként halt meg. Édesanyjának sikerült megszöknie a deportálásra elindított menetből, így megmenekült a haláltól.
Sándor György általános kisiskolás korában a Rákosi Mátyás Gyermekotthonba került, majd a szovjet követséghez kapcsolódó, 1945-ben létrehozott orosz nyelvű Gorkij Iskolában tanult, ahol ateista és kommunista nevelést kapott. Később alapító tagja lett a Braun Éva KISZ-szervezetnek. 
Középiskolás korában szavalóversenyt nyert. Harmadikos gimnazista korában, 1957-ben Kaposvárra ment (szökött), ahol öltöztetőnek vették fel, de kisebb szerepeket is kapott.
1958-ban vették föl a Színművészeti Akadémiára. Saját bevallása szerint onnan tehetségtelenségére hivatkozva rúgták ki.
1959-ben elszegődött az egri Gárdonyi Géza Színházba bútorosnak, ahol kisebb szerepeket is eljátszott. Szinetár Miklós, volt osztályfőnöke, 1960-ban átszerződtette a Petőfi Színházba. 1963-tól a Thália Színházban volt kisegítő, öltöztető és segédszínész.
Első önálló előadóestje 1965-ben volt az Egyetemi Színpadon, „Emlékszem még nagyanyámra” címmel. Hamarosan felléphetett a Vidám Színpadon és a Mikroszkóp Színpadon. Sikeresen alakította a televíziós kabaré kifejezésrendszerét. Publikált többek között az Új Magyarország és a Magyar Nemzet napilapokban, és a Hócipő-ben. Nagy Bandó Andrással nyolc estén át beszélgetett a Pécsi Harmadik Színházban. A beszélgetések szerkesztett változata kötetben is megjelent.
2005-től a Budapesti Kamaraszínház adott otthont előadóestjeinek.
1978-ban fia hittanárának, dr. Jelenits Istvánnak hatására katolizált. („…amióta katolizáltam, azóta vagyok öntudatos zsidó.”). Fontos feladatának tartja a keresztények és a zsidók közötti kölcsönös megértés és elfogadás elősegítését.

## Munkássága
Önálló estek
- Én egy an(alfa)béta vagyok
- Bokszkesztyű és rózsa
- Nézeteltérítés
- Egyvégtére két vágta
- Lyukasóra
- Horog
- Hintőpor
- Micimackómédia
- Mágiarakás
- Fakírtermelés
- A legvidámabb barokk
- Több őrült naplója
- A Semmittudás Egyeteme
- Válogatott jellemtelenségeim
- Meddig mehetek el?!

Rádió

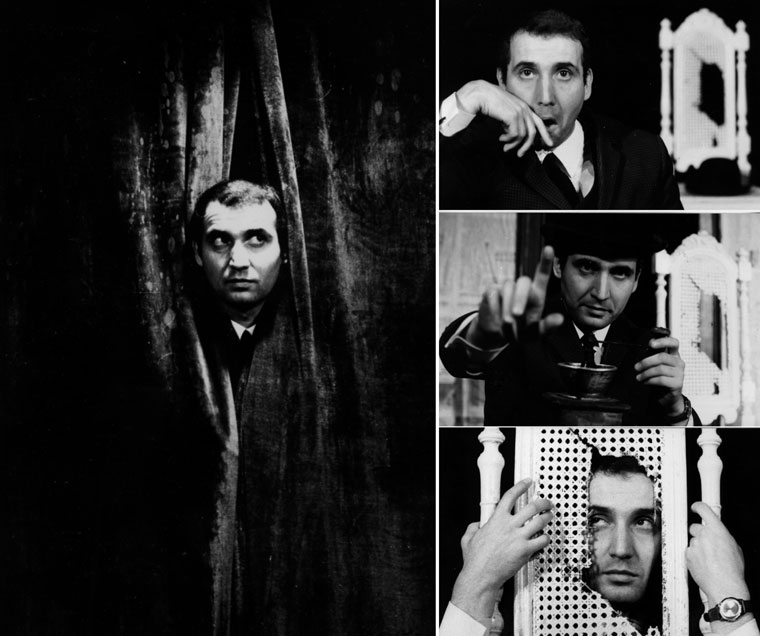
1969-es előadásainak egyike az Egyetemi Színpadon (Eifert János felvételei)

2018-ban, a 80. születésnapját ünneplő esten a Nádor Teremben, előadás közben (Tóth Csilla Ilona fényképfelvétele)

Széles körű országos ismeretséget a rádió biztosított számára. Hosszú szünet után napjainkban újra szerepel a Kabarészínházban.
Televízió
- El vagyok tévedve (1988)
- Humoriskola (1993)
- Pótszilveszter (1994)

Könyv
- Hogyan lesz az ember humorista?; bev. Antal Gábor; inː A modern clown; NPI, Bp., 1975 (Szkénetéka)
- Nézeteltérítés; Magvető, Bp., 1985
- Mágiarakás; Múzsák, Bp., 1989
- A gaz Mocsolay!; Publica, Bp., 1992
- Kandi-kamera avagy Képtelen tárgyak avagy Festett lőtáblák Magyarországon; Antológia, Lakitelek, 1996
- A 20. század idill-kollázsa. Sándor György szóképes albuma; Kairosz, Szentendre, 1999
- Nagy Bandó András–Sándor Györgyː Furcsa pár-beszéd. Beszélgetőkönyv; Szamárfül, Orfű, 2007
- Bevezetés egy személyes színházba; Arcus, Verőce, 2008
- Átvezetés. Egy másik könyvbe, létérzésbe és örömbe; Arcus, Verőce, 2008
- Kivezetés a szépirodalomból; Arcus, Vác, 2008
- Egyszer volt egy Magyar Televízió. Az első 25 évről. Galsai Pongrác, Hámos György, Pernye András és Sándor György 1981 előtt megjelent könyveiből; MTV, Bp., 2009
- Sándor György 75. Az életem egy csukott könyv; Arcus, Verőce, 2013 + DVD

## Hang és kép
- Szabásminta
- BUÉK 2009

## Róla szól
- Sz. Koncz Istvánː Sándor György, avagy Igric jár közöttünk; Média, Bp., 1989

## Díjai, kitüntetései
- Jászai Mari-díj (1988)
- Petőfi Sándor Sajtószabadság-díj (1992)
- A Magyar Köztársasági Érdemrend tisztikeresztje (1994)
- Magyar Örökség díj (1998)
- Köztársaság Elnökének Érdemérme (2002)[7]
- Karinthy-gyűrű (2003)
- A Magyar Köztársasági Érdemrend középkeresztje a csillaggal (2009)
- Prima díj (2010)
- Kossuth-díj (2011)
- Budapestért díj (2011)
- A Nemzet Művésze (2014)
- XVII. Győri Könyvszalon művészeti díj (2017)[8]
- Újbuda díszpolgára (2017)[9]
- A Magyar Művészeti Akadémia rendes tagja (2023)[10]